# Le quattro ragazze Wieselberger
Le quattro ragazze Wieselberger è un romanzo scritto da Fausta Cialente e basato sulle memorie personali dell'autrice. Uscito nel 1976, ha vinto nello stesso anno il Premio Strega.
Il libro è stato tradotto in tedesco, sloveno e francese.

## Trama
A Trieste, nell'anno 1872, nasce la quarta e ultima figlia ai coniugi Wieselberger. Preceduta da Alice, Alba e Adele, la piccola non riceve un nome con l'iniziale A, come le sorelle, perché il padre, uno dei più apprezzati musicisti della città, è rimasto folgorato dopo l'ascolto del Lohengrin di Richard Wagner e perciò chiama la neonata col nome di Elsa. Diciotto anni dopo, la fanciulla danzerà, nel corso di una festa con ballo, accompagnata da un signore, il futuro Italo Svevo, che nel suo capolavoro, La coscienza di Zeno, introdurrà le quattro sorelle con i nomi dalla stessa iniziale.
La vita della famiglia Wieselberger è agiata, le ragazze fanno eccellenti studi scolastici e musicali, si passano vari mesi in villa, ossia in una dimora di campagna. Nella casa si svolgono prove d'orchestra e lezioni ad allievi di alto livello musicale. Tra le sorelle, Elsa emerge per il talento di pianista e quindi di cantante, che la porta a studiare a Bologna, cioè in Italia. Infatti Trieste è ancora città austroungarica e vi serpeggia, tra gli abitanti italiani soprattutto l'idea irredentista e, in modo quasi acritico, il mito di Guglielmo Oberdan. È molto probabile che i Wieselberger siano il frutto della mescolanza etnica presente in città, ma non si discute sul loro aderire alla comunità italiana. Il matrimonio della primogenita con un ebreo italiano e il matrimonio della stessa Elsa con un ufficiale del Regno d'Italia sono considerati come passi che li porteranno a ricongiungersi alla terra dei loro sogni.
Elsa, con il matrimonio, deve rinunciare a una promettente carriera di cantante. Dalla sua unione con l'ufficiale Cialente, nascono i figli Renato e Fausta. I due piccoli sono costretti a seguire i continui e spesso incomprensibili trasferimenti del padre, uomo inquieto e incapace di sostare in un luogo qualsiasi. Le loro impressioni non fanno a tempo a fermarsi che già si deve andare. Ma ogni estate essi raggiungono con la mamma la casa dei nonni e delle zie a Trieste e in campagna, dove trovano anche i cugini. Non è strano che il paragone colpisca i due ignari ragazzini in maniera del tutto favorevole alla famiglia materna e che invece essi, esposti ad ogni cambiamento senza mai una parola di spiegazione, apprezzino ben poco la famiglia del padre. E nella bella città adriatica, anch'essi respirano l'anelito all'italianità dei parenti. Ciò sembra molto singolare ai due che, dell'Italia, conoscono troppe cose che non vanno.
Gli anni trascorrono, il cugino Fabio, il maggiore dei triestini, diviene direttore d'orchestra e fa carriera in Italia come negli Stati Uniti. Ben presto, una cugina sposa un esponente ebreo dell'irredentismo triestino. Dal canto suo, Renato Cialente, rivelandosi un pessimo studente, ha nascosto gelosamente a tutti, meno che alla sorella e alla madre, la sua aspirazione a diventare attore e riesce a convincere il padre a dargli delle possibilità. Il giovinetto entra subito in una prestigiosa compagnia, quella di Ermete Zacconi. Fausta scrive con brio al cugino, anche al fratello. E si avvicina una guerra fortemente voluta da tanti, troppi, ma solo il padre di Fausta e Renato esprime il suo disprezzo per questi sentimenti.
Allo scoppio della guerra, Fabio corre ad arruolarsi sotto falso nome, in quanto, essendo suddito d'Austria, rischia la condanna sommaria a morte, se preso prigioniero. La cugina e il marito non riescono a lasciare Trieste in tempo e sono internati in un campo di prigionia. Fausta deve interrompere gli studi e ha modo di comprendere ogni giorno di più la catastrofe di quanto succede finché, alla notizia della morte di Fabio, anche i parenti aprono gli occhi e capiscono che nulla potrà compensare mai il sogno incosciente che hanno coltivato.
Nel 1921, Fausta sposa Enrico Terni, agente di cambio e compositore, e va a vivere ad Alessandria d'Egitto, ciò che le permetterà di rimanere lontana dall'Italia fascista. Apertasi al pensiero socialista e antirazzista, diviene una scrittrice, ma anche un'attivista contro il regime autoritario di Mussolini. La grande casa alessandrina dei Terni è spesso rifugio o transito di fuggiaschi o di portatori di idee che vengono divulgate con vari mezzi, tra i quali una radio. La seconda guerra mondiale non coglie impreparati questi italiani di Alessandria, che potranno, e Fausta Cialente per prima, sostenere i dissidenti e poi la Resistenza.
La lontananza di Fausta Cialente dall'Italia si è protratta così a lungo, che non ha potuto assistere alla dipartita del padre, criticato, costretto a separarsi dalla moglie, ma sempre considerato padre. E un lutto ancor più grave attende la donna lontana. Durante l'occupazione nazista di Roma, l'attore Renato Cialente, che ha avuto il coraggio di portare in scena un dramma sgradito al regime, viene investito per strada da un'ambulanza nazista lanciata a velocità folle. Nessuno, dagli amici presenti al fatto, fino all'ultimo degli spettatori, dubiterà mai che si tratti di un attentato e di un assassinio. Renato non aveva legami di famiglia, a parte la madre e la sorella, che piombano in una costernazione apparentemente illimitata.
Alla fine del conflitto, la scrittrice torna in Italia e si ricongiunge alla madre. Con loro va a vivere un nipote, il futuro musicista e conduttore radiofonico Paolo Terni. L'unica figlia di Fausta si è sposata con un inglese, un arabista, e vive in Israele. Però anche l'ultima delle sorelle Wieselberger è giunta al termine della vita e si spegne a Roma, assistita dalla figlia. Sentendosi ormai priva di un legame col passato, Fausta Cialente stenta a ritrovare un equilibrio e ci riuscirà sulle rive del Golfo Persico, seguendo le nipotine, poi la figlia, e avendo l'impressione di sentire la presenza materna alle spalle.

## Edizioni
- Fausta Cialente, Le quattro ragazze Wieselberger, Milano, Mondadori, 1976
- Fausta Cialente, Le quattro ragazze Wieselberger, Milano, Club degli Editori, 1977
- Fausta Cialente, Le quattro ragazze Wieselberger, Milano, Mondadori, 1978
- Fausta Cialente, Le quattro ragazze Wieselberger, Milano, Mondadori, 1980, con introduzione di Alcide Paolini
- Fausta Cialente, Le quattro ragazze Wieselberger, Milano, Mondadori-De Agostini, 1987
- Fausta Cialente, Le quattro ragazze Wieselberger, Milano, Mondadori-De Agostini, 1990,
- Fausta Cialente, Le quattro ragazze Wieselberger, Milano, Mondadori-De Agostini, 1993
- Fausta Cialente, Le quattro ragazze Wieselberger, Milano, Mondadori-De Agostini, 1996
- Fausta Cialente, Le quattro ragazze Wieselberger, Torino, Utet-Fondazione Maria e Goffredo Bellonci, 2006, con prefazione di Elisabetta Rasy
- Fausta Cialente, Le quattro ragazze Wieselberger, Milano, Baldini+Castoldi, 2018, con prefazione di Melania G. Mazzucco